# Royal Geographical Society
La Royal Geographical Society es una institución británica fundada en 1830 con el nombre de Geographical Society of London para el desarrollo de la ciencia geográfica, bajo el patronazgo de Guillermo IV de Inglaterra. Absorbió la  Association for Promoting the Discovery of the Interior Parts of Africa - también conocida como la African Association - (fundada por Sir Joseph Banks en 1788), la Raleigh Club y la Palestine Association integrada en 1834. La reina Victoria le concedió el título de "real" en 1859.

## Historia
Entre los miembros fundadores de la Sociedad encontramos a Sir John Barrow, Sir John Franklin y Francis Beaufort. Ha sido clave el apoyo y la participación de conocidos exploradores y expedicionarios, como: 
- Charles Darwin
- James Kingston Tuckey
- David Livingstone
- William Ogilvie
- Robert Falcon Scott
- Richard Francis Burton
- John Hanning Speke
- George W. Hayward
- Henry Morton Stanley
- Percy Fawcett
- Ernest Shackleton
- Edmund Hillary

Desde mitad del siglo XIX hasta el final de la Primera Guerra Mundial, las expediciones patrocinadas por la Royal Geographical Society fueron portada de diarios y las opiniones de sus presidentes y miembros eran ávidamente buscadas por los periodistas e informadores.
Hoy en día, la Sociedad lidera el centro mundial del conocimiento geográfico -apoyo a la educación, enseñanza, investigación y expediciones científicas, así como la promoción pública para entender y disfrutar con la geografía. Es miembro del Science Council. La Sociedad se ha fusionado con el Instituto de Geógrafos Británicos (Institute of British Geographers). La sede de la Sociedad se encuentra en Lowther Lodge en Kensington, Londres.

## Gobierno y antiguos presidentes

### Consejo
La Sociedad está gobernada por la Junta de Administradores nombrada el Consejo, dirigido por su Presidente. Los miembros del Consejo y el presidente son elegidos entre los Socios. El consejo está formado por 25 miembros, 22 de los cuales son elegidos por los Socios y con una duración de tres años. Además de los miembros electos, hay miembros honorarios (incluido el Duque de Kent como Presidente Honorario y a Michael Palin como Vicepresidente Honorario). Los miembros honorarios forman parte el Consejo. 

### Comités
La Sociedad tiene cinco comités especializados en:
- Comité de Educación
- Comité de Investigación
- Comité de Expediciones y trabajos de campo
- Comité de Recursos de Información
- Comité de Finanzas

### Presidentes
- 1830-1833: Frederick, vizconde de Goderich
- 1833-1835: Sir George Murray
- 1835-1837: Sir John Barrow
- 1837-1839: William Richard Hamilton (1.ª vez)
- 1839-1841: George Greenough
- 1841-1843: William Richard Hamilton (2.ª vez)
- 1843-1845: Sir Roderick Murchison (1.ª vez)
- 1845-1847: Charles, Lord Colchester
- 1847-1849: William J. Hamilton
- 1849-1851: Almirante William Smyth
- 1851-1853: Sir Roderick Murchison (2.ª vez)
- 1853-1855: Francis, Earl of Ellesmere
- 1855-1856: Frederick William Beechey
- 1856-1859: Sir Roderick Murchison (3.ª vez)
- 1859-1860: George, conde de Grey y Ripon
- 1860-1862: Bingham, Lord Ashburton
- 1862-1871: Sir Roderick Murchison (4.ª vez)
- 1871-1873: Sir Henry Rawlinson (1.ª vez)
- 1873-1874: Sir Henry Frere
- 1874-1876: Sir Henry Rawlinson (2.ª vez)
- 1876-1878: Sir Rutherford Alcock
- 1878-1879: Frederick, conde de Dufferin
- 1879-1880: Thomas, conde de Northbrook
- 1880-1885: Henry, Lord Aberdare (1.ª vez)
- 1885-1886: John, marques de Lorne
- 1886-1887: Henry, Lord Aberdare  (2.ª vez)
- 1887-1889: Sir Richard Strachey
- 1889-1893: Sir Mountstuart Grant Duff
- 1893-1905: Sir Clements Markham
- 1905-1908: Sir George Goldie
- 1908-1911: Leonard Darwin
- 1911-1914: George, conde Curzon de Kedleston
- 1914-1917: Douglas Freshfield
- 1917-1919: Sir Thomas Holdich
- 1919-1922: Francis Younghusband
- 1922-1925: Lawrence, Earl Ronaldshay
- 1925-1927: David George Hogarth
- 1927-1930: Charles Close
- 1930-1933: Almirante Sir William Goodenough
- 1933-1936: Sir Percy Cox
- 1936-1938: Henry Balfour
- 1938-1941: Sir Philip Chetwode
- 1941-1945: Sir George Clerk
- 1945-1948: Francis, Lord Rennell
- 1948-1951: Sir Harry Lindsay
- 1951-1954: Sir James Wordie
- 1954-1958: Sir James Marshall-Cornwall
- 1958-1961: Roger, Lord Nathan
- 1961-1963: Raymond Priestley
- 1963-1966: Sir Dudley Stamp
- 1966-1969: Sir Gilbert Laithwaite
- 1969-1971: Sir Edmund Irving
- 1971-1974: Edward, Lord Shackleton
- 1974-1977: Sir Duncan Cumming
- 1977-1980: John, Lord Hunt
- 1980-1982: Michael Wise
- 1982-1984: Sir Vivian Fuchs
- 1984-1987: Sir George Bishop
- 1987-1989: Roger, Lord Chorley
- 1989-1993: Sir Crispin Tickell
- 1993-1997: George, Earl Jellicoe
- 1997-2000: John, Earl Selborne
- 2000-2003: Sir Ronald Cooke
- 2003-2006: Sir Neil Cossons
- 2006-2009: Sir Gordon Conway
- 2009-2012: Sir Michael Palin
- 2012-2015: Dame Judith Rees
- 2015-2018: Nicholas Crane
- 2018-2021: Lynda, Baroness Chalker
- 2021–presente: Nigel Clifford

## Medallas y premios
La sociedad también otorga muchos premios a los geógrafos que han contribuido al avance de la geografía.
Los más prestigiosos de estos premios son las medallas de oro («medalla de oro del fundador» (Founder's Gold Medal, otorgada desde 1830) y la «medalla de oro del patrono» (Patron's Gold Medal, desde 1838)). Se conceden cada año «para el estímulo y la promoción de la ciencia y el descubrimiento geográficos». Se requiere la aprobación real antes de poder otorgar un premio. Los premios se originaron como un regalo anual de cincuenta guineas del rey Guillermo IV, hecho por primera vez en 1831, para «constituir un premio para el estímulo y promoción de la ciencia y el descubrimiento geográficos». La Royal Geographical Society decidió en 1839 cambiar ese premio monetario por las dos medallas de oro. Antes de 1902, la medalla del patrono se conocía alternativamente como medalla Victoria (Victoria Medal). En 1850, David Livingstone recibió un cronómetro, y no la medalla  del patrono.

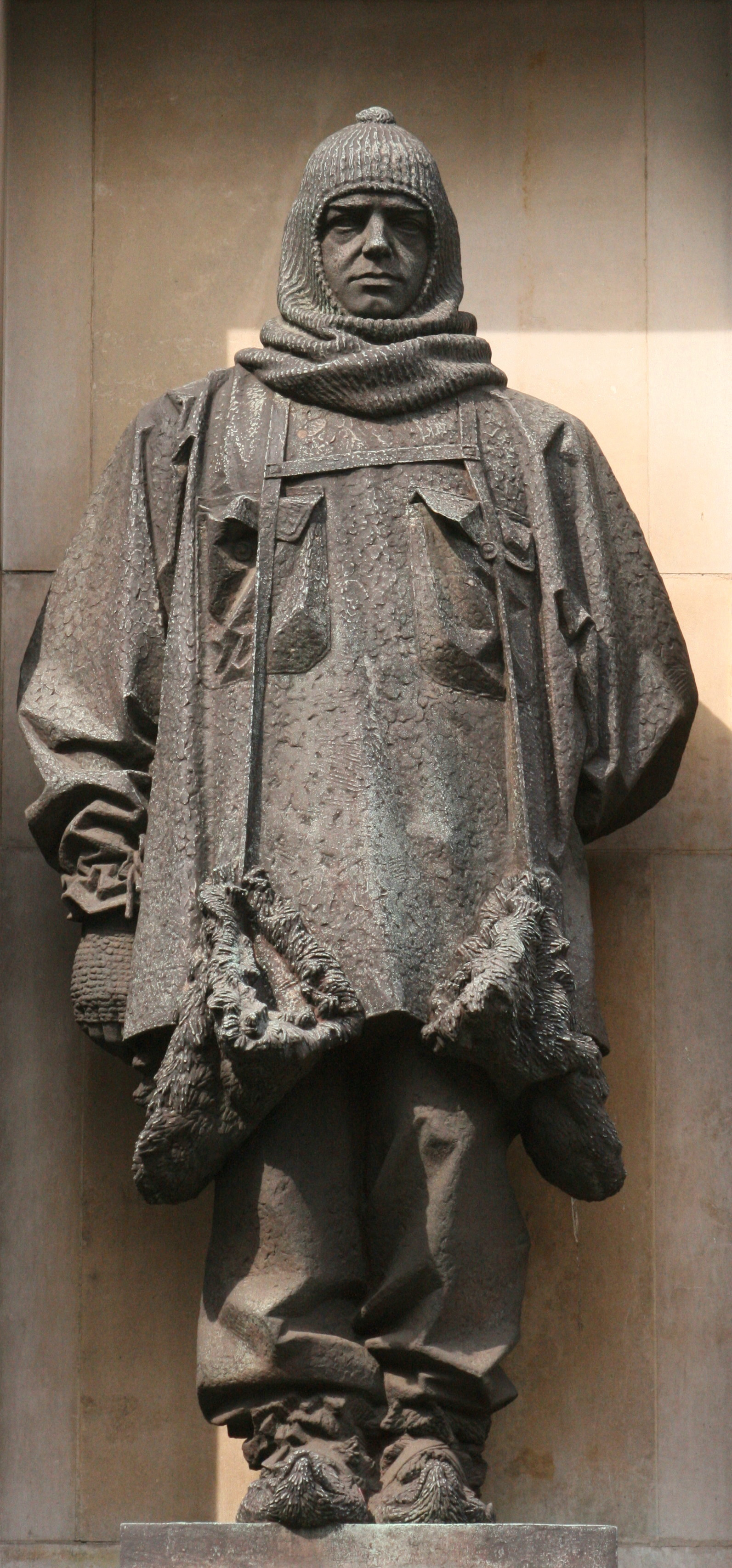
Estatua de Shackleton obra de Charles Sargeant Jagger en el exterior de la sede de la sociedad.

El premio ha sido otorgado a geógrafos notables como  David Livingstone (1855), Mary Somerville (1869), Nain Singh Rawat (1876), barón Ferdinand von Richthofen (1878), Alfred Russel Wallace (1892) y William Woodville Rockhill (1893), hasta ganadores más recientes como Percy Harrison Fawcett (1916), William Morris Davis (1919), sir Halford John Mackinder (1945), el profesor L. Dudley Stamp (1949), Richard Chorley (1987) y David Harvey (1995).
En 2004, Harish Kapadia recibió la medalla del patrono por sus contribuciones al descubrimiento geográfico y al montañismo en el Himalaya, lo que lo convierte en el segundo indio en recibir el premio en su historia. En 2005, la medalla del fundador fue otorgada al profesor sir Nicholas Shackleton por su investigación en el campo de la Paleoclimatología del Cuaternario y la medalla del patrono fue otorgada al profesor Jean Malaurie por su estudio a lo largo de toda su vida del Ártico y su gente. En 1902 otorgaron a khan Bahadur Sher Jang una espada de honor (el Memorial Negro) en reconocimiento a sus valiosos servicios a la geografía. 
En total, la sociedad otorga 17 medallas y premios que incluyen membresías honorarias y Fellowships. Algunos de los otros premios otorgados por la Sociedad son:
- la Victoria Medal (1902) para «mérito conspicuo en la investigación en Geografía».
- el Murchison Award (1882) por la «publicación considerada como la que más contribuyó a la ciencia geográfica en los últimos años anteriores».
- el Back Award (1882) para «estudios geográficos aplicados o científicos que hagan una contribución destacada al desarrollo de políticas públicas nacionales o internacionalesa».
- la Busk Medal para «investigación en conservación o por trabajo de campo en el extranjero en Geografía o en un aspecto geográfico de una ciencia afín».
- el Cuthbert Peek Award (1883) para «quienes avanzan en el conocimiento geográfico del impacto humano en el medio ambiente mediante la aplicación de métodos contemporáneos, incluidos los de observación y cartografía de la Tierra».
- el Edward Heath Award (1984) para «investigación geográfica en Europa o en el mundo en desarrollo».
- el Cherry Kearton Medal and Award para «un viajero interesado en el estudio o la práctica de la historia natural, con preferencia por aquellos interesados en la fotografía de la naturaleza, el arte o la cinematografía».[3]
- el Ness Award para «viajeros, en particular aquellos que han popularizado con éxito la geografía y la comprensión más amplia de nuestro mundo y sus entornos».